# George Macaulay
George Gibson Macaulay, né le 7 décembre 1897 à Thirsk et mort de pneumonie le 13 décembre 1940 dans les Îles Shetland en Écosse, était un joueur professionnel anglais de cricket qui jouaient au first-class cricket pour le Yorkshire County Cricket Club entre 1920 et 1935. Il a joué en huit test matches pour l'équipe d'Angleterre de cricket de 1923 à 1933.